# Josep Pasqual Ortells López
Josep Pasqual Ortells López (Vila-real, Plana Baixa, 7 de juny de 1887 - 27 de novembre de 1961) fou un escultor valencià.

## Formació i inicis
Sense influències de l'ambient ni antecedents familiars, des de la infància va mostrar una gran habilitat per al dibuix i el modelat, de manera que els seus pares el varen portar al taller de l'imatger local Pasqual Amorós perquè aprenguera l'ofici. El 1903 marxa a València per començar estudis a la Reial Acadèmia de Belles Arts de Sant Carles, on alterna les classes amb el treball a l'estudi de l'escultor Lluís Gilabert i Ponce. Fruit dels seus primers treballs, l'any 1904 va regalar a l'Ajuntament de Vila-real un bust d'Alfons XIII, tal com queda recollit a les actes municipals.
El 1903 i el 1905 participa en unes exposicions col·lectives a Madrid. L'any 1906 participà a l'Exposició Nacional amb tres títols titulats: "Amor ilícito", "Retrato de D.N.A." "Cabeza de estudio" va obtenir una menció i l'any següent es va presentar al v Saló Internacional de Barcelona amb 2 premis: "Carícia de verge" amb el qual va obtenir 500 pessetes i amb "Borbotó" 200 ptes. A Barcelona pren contacte amb el guitarrista Francesc Tàrrega.

## Reconeixements, beca i residència a Roma, París i Madrid
Els guardons oficials comencen amb la Menció Honorífica obtinguda en l'Exposició Nacional de Belles Arts de 1906 per un bust, retrat de son pare. Poc després se li encomana un relleu per al monòlit commemoratiu de l'enfrontament dels habitants de la Plana contra els invasors francesos, al pont del riu Millars. Les seues inquietuds el porten a Madrid per a treballar amb l'escultor Agustí Querol i, al morir aquest el 1909, ingressa a l'estudi de Marià Benlliure, que sempre el va considerar el seu deixeble predilecte.
Guanya la Primera Medalla de l'Exposició Regional Valenciana de 1909, i el Gran Diploma de Cooperació en l'Exposició Nacional Valenciana patrocinada per l'Estat el 1910 per l'obra Dos germans. A l'Exposició Nacional de Belles Arts de 1910 guanya la Tercera Medalla per l'obra Isabel i Nati i el mateix any, a l'Exposició d'Art Espanyol celebrada a la República Argentina és distingit amb una menció honorífica pel bronze Adolescent. Per oposició lliure, guanya la beca de la Fundació Piquer concedida per la Reial Acadèmia de Belles Arts de San Fernando, que li permet residir durant cinc anys a Roma i a París. Al primer lloc, com a altres d'Itàlia, troba una nova dimensió per al seu art. París li dona el contrast necessari per a assolir l'equilibri estilístic i definir la pròpia personalitat. Segueix els passos de la bohèmia artística, contrasta opinions amb els artistes d'avantguarda, i té ocasions de conèixer a grans figures com Modigliani o Isadora Duncan.
Al tercer any de pensionat envia a Madrid un relleu titulat Cadenes i amb ell guanya la Segona Medalla de l'Exposició Nacional de Belles Arts de 1915. Sense arribar als trenta anys, modela un grup escultòric amb el nom de Poema que mereix la Primera Medalla de l'Exposició de 1917, atorgada per un jurat format per nou escultors que decideixen el premi per unanimitat i deixen sense adjudicar l'altra Medalla corresponent a la mateixa secció.
Ortells s'instal·la definitivament a Madrid, obrint estudi propi on dibuixa, modela, projecta, presenta obres als concursos i atén els encàrrecs que professionalment li van sorgint, com ara la figura en bronze de l'arquebisbe Costa i Borràs que, per selecció restringida entre altres escultors, li adjudica l'Ajuntament de Vinaròs el 1918 i destinada al seu monument públic. En la dècada dels vint realitza altres importants encàrrecs en diverses ciutats: els monuments als doctors Tolosa Latour i Lázaro Ibiza per al parc madrileny del Retiro; el del músic Tomás Bretón en Salamanca, i el de l'actor Isidoro Máiquez en Cartagena. Modela també sis grans relleus per a la façana del Círculo de Bellas Artes de Madrid que finalment, no van poder ser ubicats. Retrata en una menuda escultura a S.M. la Reina Victoria modelant en directe al Palau Reial, esculpeix en marbre el conjunt de l'Anunciació per a les escoles de l'Ave Maria de Madrid, i realitza altres diversos encàrrecs de personalitats de la política i la cultura.
Durant aquests anys s'inicia també la seua obra per a Vila-real: el pastoret de l'ermitori de la Mare de Déu de Gràcia (1920), el grup L'estalvi protegint la Família i el Treball per a l'edifici de la Caixa d'Estalvis local (1931) i comença a fer el monument a Polo de Bernabé (1934), tot i que la seua inauguració tardarà encara uns anys. La ciutat manifesta la seua satisfacció pels èxits de l'artista amb diversos homenatges i, el 1927, la col·locació d'una placa commemorativa a la façana de la seua casa natalícia al carrer del Tremedal.

## Guerra civil i postguerra
El 1935 realitza el monument a Don Manuel Gullón a la ciutat d'Astorga, però l'esclat de la Guerra Civil interromp la seua obra i li crea una difícil situació econòmica, fins al punt d'haver de vendre la Medalla d'Honor amb què havia estat guardonat. Diverses obres seues són destruïdes, incloent el monument a D. Avelino Montero, fundador dels Tribunals de Menors, abans d'arribar a ser inaugurat. Les dificultats de la postguerra el mouen a opositar a la plaça d'Escultor Anatòmic de la Facultat de Medicina de la Universitat Central, que guanya el 1941. A l'any següent obté per concurs-oposició la Càtedra de Modelat d'Estàtua a l'Escola Central de Belles Arts de San Fernando.
Per concurs públic realitza el Monument a les víctimes del creuer Baleares a Palma, triomfant també amb el seu projecte per al monument a la República Argentina, tot i que després no va arribar a fer-se. A Vila-real modela el bust per al monument al guitarrista Francesc Tàrrega (1952) i la creu memorial dels Caídos (1957). Entre altres obres que va creant a Madrid cal esmentar l'estàtua del Jurisconsulto Gallo per a la façana del Palau de Justícia, per encàrrec ministerial; l'Àngel a la clau de l'Arc de la Victòria a la Moncloa; la làpida del doctor Espina y Capo per a l'Hospital General, la del doctor Cortezo a la Reial Acadèmia de Medicina, i la de Benito Pérez Galdós a la casa on va viure aquest escriptor.
Cal no oblidar diverses obres menors de caràcter funerari: el panteó del doctor Albinyana a Énguera; la làpida mausoleu del marquès de l'Ensenada per al Panteó de Marinos Ilustres a San Fernando (Cadis); la de don Guillermo Cabrera al cementeri de València i altres diverses al de Vila-real. És important i valuosa també la producció d'obres de menut format: Domini, La poma, Amor il·lícit, Dona, Sortida del bany, etc. En la seua extensa gamma com a medallista, va fer molts models per concurs públic, com la Medalla de Madrid, o els guardons de diverses Exposicions Nacionals de Belles Arts. També les medalles commemoratives de la Conquesta de Sevilla, del centenari de Sant Joan de la Creu o la Fundació del Museu Naval.
L'art religiós va ser tractat per Ortells amb mentalitat d'escultor i no d'imatger, però sense renunciar a la tradició espanyola en el gènere. Entre les seues talles en fusta figuren la marededeu del Roser, Sant Gregori i Sant Esteve en la cripta de la catedral de l'Almudena a Madrid; la imatge de la Verge Dolorosa a Almeria; la marededeu de la Taronja a la basílica de la Mare de Déu del Lledó a Castelló; el Crist de sant Marcel a la capella de la Sang de Sogorb; la Verge del Amor Hermoso al C.M. San Pablo de Madrid. En pedra va realitzar per concurs públic de l'Ajuntament de València la imatge de sant Pasqual Baylon per un dels templets del pont de la Mar. Durant tot aquest temps Ortells va ser convocat per formar part de Jurats o Tribunals de Concursos i Oposicions. Va ser també elegit vicepresident de l'Associació de Pintors i Escultors de Madrid i Soci d'Honor de nombrosos centres artístics i culturals. Obres seues varen figurar en exposicions a Berlín, Brussel·les, Buenos Aires, París i Venècia, i en museus de Barcelona, Madrid i Bogotà.
Als darrers anys de la seua vida va intensificar la seua presència a Vila-real, on l'Ajuntament li va facilitar un estudi i lloc de residència a l'ermitori de la Mare de Déu de Gràcia. Al seu poble natal va deixar obres com el reliquiari-custòdia de la Basílica de Sant Pasqual (1952), la imatge de la Confraria de la Mare de Déu dels Dolors (1953), el grup de Jesús Natzarè (1954) i la Verònica (1956) de la Confraria de la Santa Faç; la Puríssima de la Congregació de Maria Immaculada, sant Lluís Gonzaga i sant Joan Berchmans; la Puríssima (1954) i el manifestador del Santíssim (1956) per a la Congregació de Filles de Maria Immaculada; el Crist Jaient de la Confraria del Sant Sepulcre (1955); el relleu de Sant Josep en marbre (1956) per a la Caixa Rural; el grup de Jesús (1957) i l'Àngel (1958) de l'Oració en l'Hort, per a la Germandat de Terra Santa; i la imatge de l'Ecce Homo (1958) per a la Confraria de la Puríssima Sang de Crist.
Considerat entre els fills predilectes de Vila-real, l'Ajuntament de la ciutat li va oferir una exposició antològica en el seu honor quan, el 1961, per la seua meritòria tasca docent li va ser concedida pel govern espanyol la Coomanda amb placa de l'Orde Civil d'Alfons X el Savi. Poc de temps després, Josep Pasqual Ortells López va morir en la seua ciutat natal, el 27 de novembre de 1961.